# Microcharops rufigaster
Microcharops rufigaster är en stekelart som beskrevs av Gupta 1987. Microcharops rufigaster ingår i släktet Microcharops och familjen brokparasitsteklar. Inga underarter finns listade i Catalogue of Life.